# Keiko Matsui
Keiko Matsui (<松居 慶子>?; Tokyo, 26 luglio 1961) è una pianista e compositrice giapponese di musica smooth jazz/new Age.
Artista prolifica, in tre decenni ha pubblicato album su CD (in aggiunta a varie raccolte) venduti in tutto il mondo. Keiko e suo marito Kazu Matsui (n. 5 giugno, 1954) hanno due figlie, Maya (n. 1988) e Mako (n. 12 settembre, 1995).

## I primi anni
La madre di Keiko Doi, Emiko, la spinse allo studio del pianoforte già dall'età di cinque anni. Secondo la tradizione Giapponese, un fanciullo che inizia lo studio a quell'età lo coltiverà per molto tempo. Questa tradizione si concretizzò in Doi, che si applicò al pianoforte durante tutti gli anni della scuola. I suoi primi studi furono la musica classica Europea, mentre già dalla scuola media mostrò l'interesse per il jazz e iniziò a comporre musica. Alcune delle sue influenze musicali di quel periodo si rifanno a Stevie Wonder, Rachmaninov, Maurice Jarre e Chick Corea.
Doi studiò cultura infantile alla Japan Women's University (Nihon Joshidaigaku), ma continuò anche lo studio della musica presso la Yamaha Music Foundation. Doi fu uno degli studenti migliori del Yamaha System e fu scelta già a diciassette anni per essere un'artista della casa discografica. Così si unì al gruppo Cosmos di jazz fusion giapponese, con cui registrò quattro album.
A 19 anni, la Yamaha inviò Doi negli Stati Uniti per registrare un album, e lì incontrò Kazu Matsui, che era stato incaricato di essere il produttore del progetto. Con il loro matrimonio, Keiko si trasferì dal Giappone in America. Kazu Matsui, famoso musicista giapponese di shakuhachi (un flauto tradizionale giapponese di bambù), produrrà da quel momento in poi tutti i successivi album della moglie.
Nel 1987 Keiko Matsui registrò il suo primo long playing come solista, A Drop of Water, utilizzando i soldi della loro luna di miele. Il titolo dell'album è il nome di una canzone di Carl Anderson, in ricordo delle vittime della sciagura dello Space Shuttle Challenger avvenuta l'anno precedente. Questo successo la portò a stringere un accordo con la MCA Records.

## Registrazioni di successo
Keiko Matsui lanciò due album con la casa discografica MCA prima di passare alla White Cat, alla Countdown, alla Unity e alla Narada. Gli anni 1990 videro gli album di Keiko Matsui scalare le classifiche. Sapphire raggiunse il secondo posto sulla hit settimanale Top Contemporary Jazz Albums della rivista Billboard, e Dream Walk raggiunse il terzo posto. Keiko Matsui fu accreditata del terzo posto come Top Contemporary Jazz Artist per il 1997 dal Billboard (l'unica artista jazz donna fra i primi dieci), e sia Dream Walk sia Sapphire comparvero fra i Billboard's Top Ten Indie Contemporary Jazz Albums per lo stesso anno.
Matsui ricevette il premio Oasis (Oasis award) come migliore artista femminile di Smooth Jazz per il 1999 e per il 2000. Nel 2001, il primo album di Keiko Matsui con l'etichetta Narada, Deep Blue, finalmente la portò al primo posto come Billboard's Top Contemporary Jazz Albums e mantenne questa posizione per tre settimane.
Quando il Presidente George W. Bush si recò in visita dal Primo ministro Junichiro Koizumi il 18 febbraio 2002, Keiko Matsui fu invitata al ricevimento e li incontrò entrambi assieme ai membri delle rispettive amministrazioni.
Keiko Matsui scoprì il saxfonista Paul Taylor, che collaborò negli album Sapphire, Dream Walk, e Full Moon and the Shrine prima di iniziare la propria carriera di come solista successo .

### Impegno sociale
Keiko Matsui è impegnata direttamente in diverse cause caritatevoli.  Il suo mini-CD A Gift of Hope del 1997 fu devoluto in beneficenza per la Y-ME National Breast Cancer Organization, e la sua musica fu utilizzata per lo special televisivo "Say It, Fight It, Cure It" ("Dillo, Combattilo, Curalo") su Lifetime channel per la lotta e la cura del cancro al seno. Keiko Matsui inoltre suonò per beneficenza durante un evento speciale di pattinaggio su ghiaccio nel 1997 per sostenere la Susan G. Komen Breast Cancer Foundation.
Nel 2001 Keiko Matsui devolse i proventi del mini-CD A Gift of Life al National Marrow Donor Program e alla Marrow Foundation in favore del loro programma di donazione del midollo osseo, l'Asians for Miracle Marrow Matches, che promuove la registrazione di persone di minoranze etniche nella speranza di aumentare le possibilità di trovare donatori compatibili.
I diritti d'autore sulla canzone Wildflower contenuta nel CD di Keiko Matsui del 2004 andarono al sostegno del Programma Alimentare Mondiale (World Food Program - WFP) delle Nazioni Unite. Keiko Matsui suonò per beneficenza al palazzo delle Nazioni Unite a New York City il 17 dicembre 2003, a favore del WFP per la lotta alla fame nel mondo.

## Le sonorità di Keiko Matsui
La musica di Keiko Matsui è potente e introspettiva, fondendo le influenze della cultura occidentale e della cultura orientale.  Dimostra così nella composizione musicale una vera visione spirituale che la ispira in ogni suo brano, tanto che lei stessa dice "come se venisse a me da un altro spazio, da un'altra dimensione e io catturassi le note dal silenzio per metterle semplicemente insieme" .  Keiko Matsui vede la musica come "il grande dono delle anime del passato per i figli del futuro" . Lei stessa crede che la musica abbia il potere di unire le persone e di cambiare la loro vita. Scrive Keiko Matsui: "Siamo tutti uniti dalla musica come l'Oceano unisce i continenti" .
Amante della natura, Keiko Matsui fa spesso riferimento alle piante, agli animali, agli elementi e altri fenomeni naturali nei titoli delle sue canzoni. Guardando al numero di brani che fanno riferimento alla Luna nel titolo, dimostra di esserne affascinata.
La musica di Keiko Matsui è evoluta negli anni. Il suo album di debutto americano, A Drop of Water, prometteva di far incontrare l'oriente e l'occidente nelle tonalità del jazz fusion. Tuttavia le sue registrazioni per la MCA Records degli inizi degli anni '90 abbandonarono questo percorso e, per i più, s'incamminò in quello che ora è a tutti noto ed evidente come smooth jazz. Partendo da Cherry Blossom, la sua musica crebbe in popolarità nel momento in cui iniziò a differenziarsi dal resto del jazz contemporaneo. E proprio mentre Sapphire veniva lanciato nel 1995, la sua musica si mescolava alle sonorità del funk music, della musica latina e della world music.
Whisper From the Mirror del 2000 segnò la svolta per Keiko Matsui che lasciò lo stile smooth jazz per la new Age e il soundscape acustico. Alcuni fra i suoi fan ebbero difficoltà a seguirla in questa evoluzione dello stile musicale (sebbene lei continuasse a suonare smooth jazz ai suoi concerti), ma molti altri apprezzarono il cambiamento; gli album successivi al 2000 mostrarono più sfumature worldbeat. La sua uscita del 2005 c

## Discografia

### Cosmos
- 1981 - Session 3 (Yamaha)

Keiko Matsui registrò quattro album con i Cosmos per la Yamaha, ma solo la precedente informazione è attualmente nota.

#### Realizzazioni
- 1987 - A Drop of Water (Passport Jazz Records)
- 1989 - Under Northern Lights (MCA Records)
- 1990 - No Borders (MCA Records)
- 1991 - Night Waltz (Sin-Drome Records)
- 1992 - Cherry Blossom (White Cat)
- 1994 - Doll (White Cat)
- 1995 - Sapphire (White Cat)
- 1996 - Dream Walk (Countdown)
- 1997 - A Gift of Hope (Unity)
- 1997 - Keiko Matsui Collection (GRP Records)
- 1998 - Full Moon and the Shrine (Countdown)

Questo CD contiene uno dei più famosi brani di Keiko Matsui, "Forever, Forever".
- 1999 - Keiko Matsui Live (Countdown)
- 1999 - Best Selection (Pione)
- 2000 - Whisper From the Mirror (Countdown)
- 2000 - The Wind and the Wolf (Pione)
- 2001 - Glance of the Past (Countdown)
- 2001 - Deep Blue (Narada)
- 2001 - A Gift of Life (Narada)
- 2002 - The Ring (Narada)
- 2003 - Spring Selection (Sony/Columbia)
- 2003 - The Piano (Narada)
- 2003 - White Owl (Narada)
- 2004 - Wildflower (Narada)
- 2004 - The Very Best of Keiko Matsui (GRP Records)
- 2004 - Summer Selection (Sony/Columbia)
- 2005 - Composition (solo CD Japan)
- 2005 - Walls of Akendora (Narada)
- 2007 - Moyo (Heart & Soul) (Shout Factory)
- 2011 - The Road... (Shanachie Records)
- 2011 - Altair & Vega con Bob James(eOne)
- 2013 - Soul Quest (Shanachie Records)
- 2016 - Journey to the Heart (Shanachie Records)

Alcuni di questi album sono stati successivamente rimasterizzati sotto differenti etichette discografiche.

#### Live
- 1999 - Live from S Monica (Sony/Columbia)
- 2002 - Live in Tokyo (Sony/Columbia)

#### Partecipazioni come ospite
- 1987 - MariKo Tone – Just My Tone
- 1997 - Kazu Matsui – Tribal Mozart (Countdown)
- 1999 - Kazu Matsui – Tribal Shubert (Countdown)
- 2000 - Bob James – Dancing on the Water (Warner Brothers/WEA)
- 2001 - Kazu Matsui - Tribal Beethoven (Planet Joy)
- 2005 - Jason Miles – "Miles to Miles" (Narada)

#### Partecipazioni a compilation
- Smooth Jazz V98.7 FM – Vol. 3 (data e etichetta del disco sconosciute; emessa dalla stazione radio WVMV-FM, Detroit, Michigan)
- All That Jazz III (GRP Records, data del disco sconosciuta)
- KMJZ Smooth Jazz Sampler Volume 1 (KMJZ, data del disco sconosciuta)

### Video
- 1998 Light Above the Trees (Winstar)
- 2001 The Jazz Channel Presents Keiko Matsui (Image Entertainment)
- 2003 White Owl (Narada)
- 2004 Walls of Akendora